# Dorothee Sölle

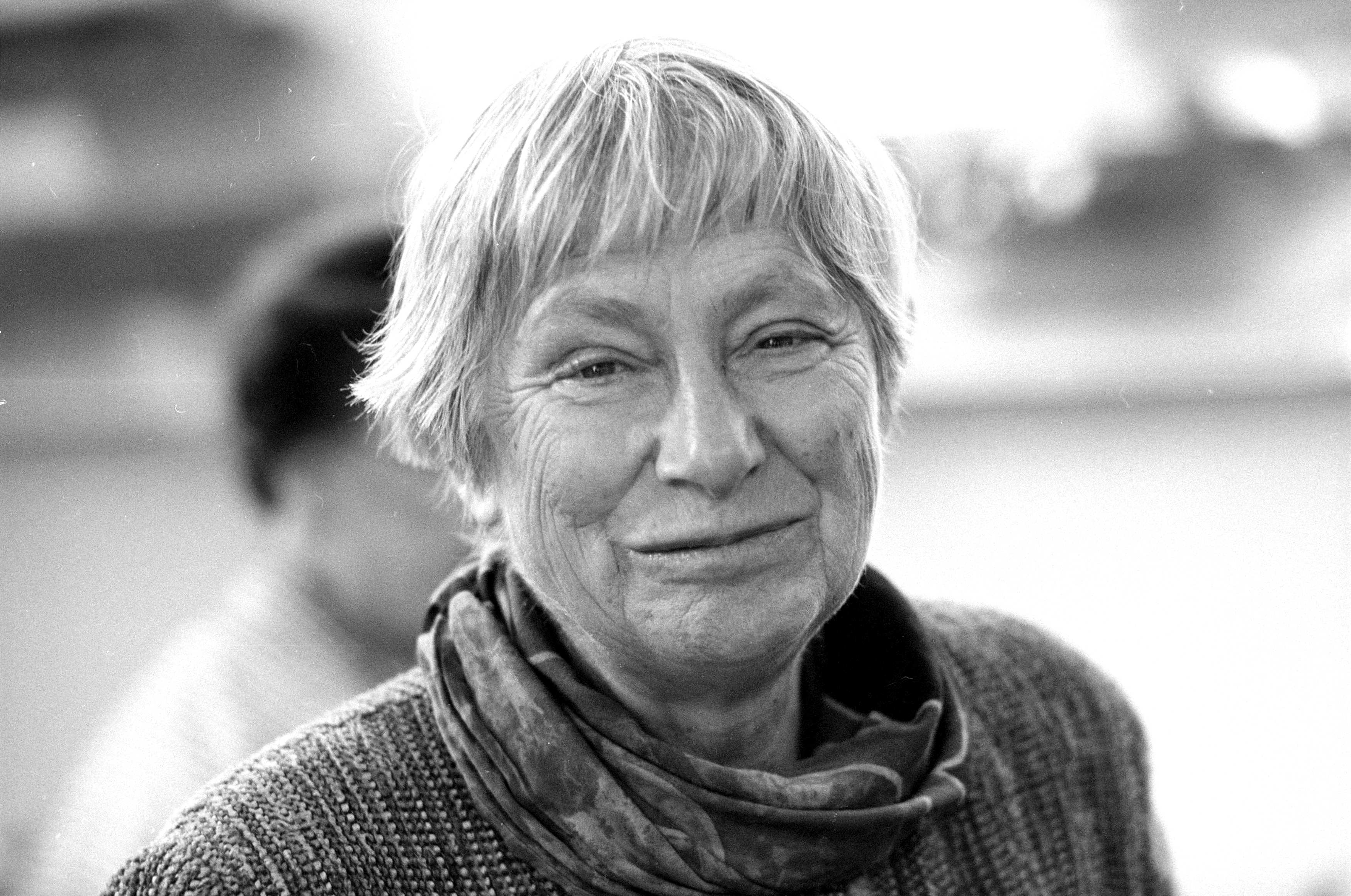
Dorothee Sölle (1998)

Dorothee Steffensky-Sölle, geborene Nipperdey (* 30. September 1929 in Köln; † 27. April 2003 in Göppingen), war eine feministische deutsche evangelische Theologin und Dichterin. Eine Anerkennung im Wissenschaftsbetrieb blieb ihr weitgehend versagt. Als theologische Schriftstellerin und Rednerin war sie weltweit bekannt.
Sölle gehörte zu den profiliertesten Vertretern eines „anderen Protestantismus“. Sie übte Kritik an der Allmachtsvorstellung über Gott und versuchte in ihren Schriften, alltägliche Lebenserfahrungen – insbesondere des Leidens, der Armut, der Benachteiligung und Unterdrückung – mit theologischen Inhalten zu verknüpfen. Politisch war sie in der Friedens-, Frauen- und Umweltbewegung engagiert.

## Werdegang
Dorothee Sölle studierte ab 1949 Theologie, Philosophie und Literaturwissenschaft an der Universität zu Köln, der Albert-Ludwigs-Universität Freiburg und der Georg-August-Universität Göttingen. 1954 machte sie ihr Staatsexamen und promovierte mit der Dissertation Untersuchungen zur Struktur der Nachtwachen von Bonaventura zum Dr. phil. Im Jahre 1971 habilitierte sie sich mit dem Thema Realisation, Studien zum Verhältnis von Theologie und Dichtung an der Philosophischen Fakultät der Universität Köln. In Deutschland blieb ihr jedoch ein Lehrstuhl verwehrt. Erst 1994 erhielt sie eine Ehrenprofessur an der Universität Hamburg.
Zunächst arbeitete sie 1954–1960 als Lehrerin im höheren Schuldienst in Köln. Seit 1960 war sie auch als Schriftstellerin und freie Mitarbeiterin beim Rundfunk tätig. In den Jahren 1962–1964 war sie wissenschaftliche Assistentin am Philosophischen Institut der TH Aachen und 1964–1967 als Studienrätin im Hochschuldienst am Germanistischen Institut der Universität Köln beschäftigt. Nach der Habilitation 1971 arbeitete sie in Köln als Privatdozentin für Neuere deutsche Literaturgeschichte. Von 1975 bis 1987 lehrte sie auf einer Professur für systematische Theologie am Union Theological Seminary in New York. Zu einer wichtigen Lebenserfahrung wurde ihr im November 1972 eine Reise nach Nordvietnam. 1984 besuchte sie auf Einladung der Sandinistischen Bewegung Nicaragua und beobachtete mit einer amerikanischen Friedensgruppe Witness for Peace den Verlauf der Wahlen. Ihr Einsatz für Frieden, Gerechtigkeit und Fortschritt in Vietnam und später in Nicaragua fußte auf Reisen nach Asien und Lateinamerika, wo sie sich selber ein Bild über die bestehenden Verhältnisse machte und für Veränderungen eintrat.
Sölle wirkte in der Friedensbewegung und in zahlreichen kirchlichen linken und ökumenischen Organisationen mit. Sie war Mitbegründerin des so genannten Politischen Nachtgebets von 1968 bis 1972 in der Antoniterkirche in Köln. 1968 war sie eine der Gründerinnen der Kölner Journalistenschule. Wegen Sitzblockaden vor dem NATO-Mittelstreckenraketendepot auf der Mutlanger Heide oder dem Giftgasdepot in Fischbach wurde sie wegen versuchter Nötigung verurteilt. Diese Urteile wurden zum Teil später höchstrichterlich aufgehoben. Ihre für die Landeskirchen provokante Theologie und ihr engagiertes Eintreten für soziale Gerechtigkeit sorgten auch in nichtkirchlichen Kreisen oft für Kontroversen. Ein halbes Jahr vor ihrem Tod, am 26. Oktober 2002, hielt sie die Rede zur Friedensdemonstration in Hamburg.

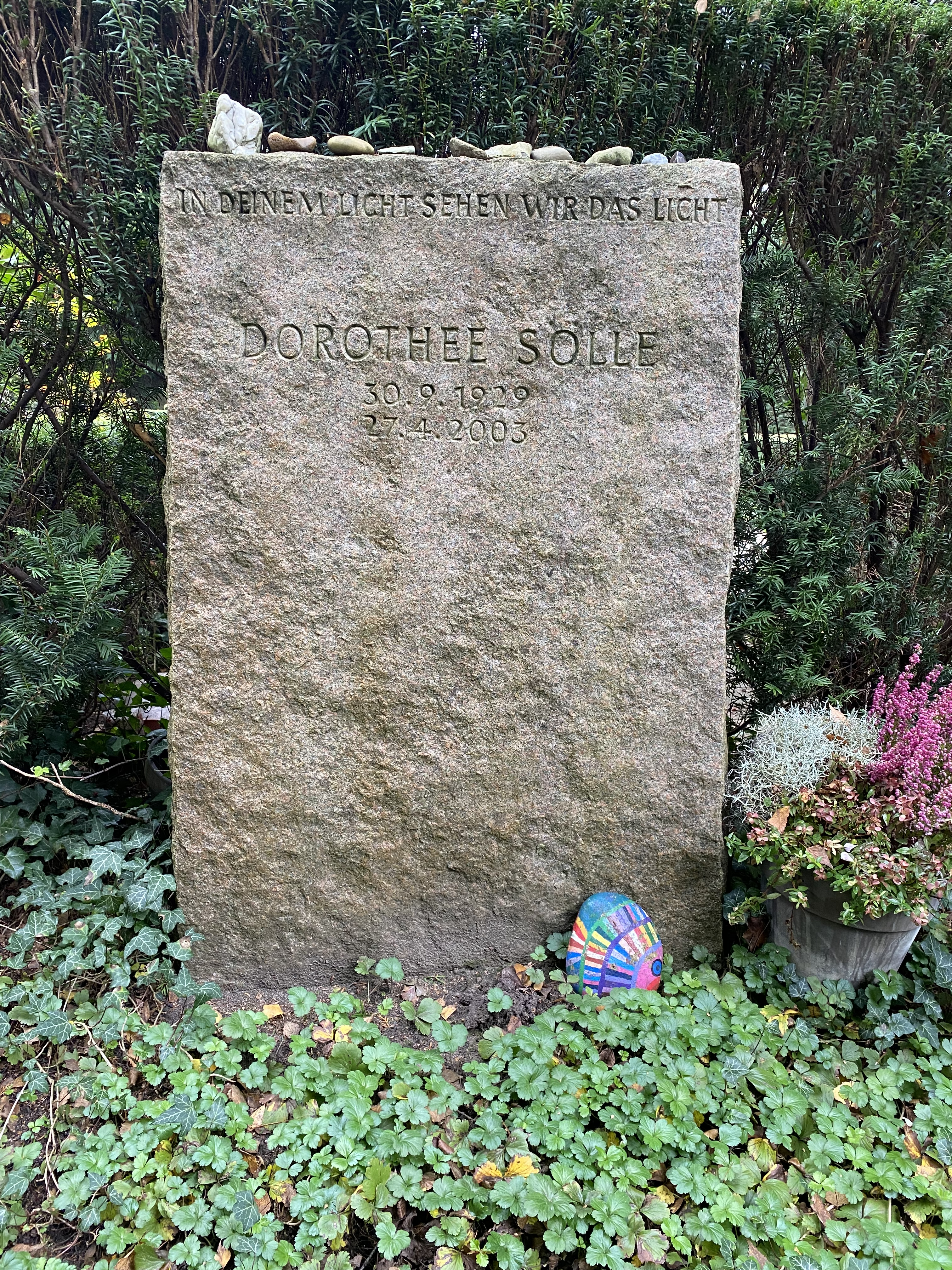
Grabstätte

Sölle war Mitglied im Beirat des firmenkritischen Netzwerks Coordination gegen BAYER-Gefahren (CBG).
Sölle starb im Alter von 73 Jahren an den Folgen eines Herzinfarkts, den sie in der Evangelischen Akademie Bad Boll erlitten hatte. Ihr Grab befindet sich auf dem Friedhof Nienstedten in Hamburg. Ihre Grabinschrift lautet: „In deinem Licht sehen wir das Licht“.
Familie
Ihr Vater war der Arbeitsrechtler und erste Präsident des Bundesarbeitsgerichts Hans Carl Nipperdey (1895–1968) und ihr Bruder war der Historiker Thomas Nipperdey (1927–1992).
Sölle war in erster Ehe mit dem Maler und Kunsterzieher Dietrich Sölle verheiratet und hatte aus dieser – später geschiedenen – Beziehung drei Kinder: den Buchhändler und Historiker Martin Sölle (* 1956), die in Bethel lebende Malerin Michaela Sölle (* 1957) und die in Bolivien arbeitende Ärztin Caroline Sölle. 1969 heiratete Dorothee Sölle in zweiter Ehe den ehemaligen Benediktinermönch Fulbert Steffensky, der später in Hamburg Professor für Religionspädagogik war. Aus dieser Ehe stammt die Tochter Mirjam Steffensky (* 1970), die Professorin für Chemiedidaktik an der Universität Hamburg ist. Dorothee Sölle lebte zuletzt in Hamburg.

## Werk
Sölle veröffentlichte 38 Bücher und Gedichtbände über religiöse und politische Themen. Ihr poetisches Werk ist zwischen 1969 und 2000 in sieben Ausgaben erschienen. Vor allem ihre Erinnerungen Gegenwind aus dem Jahre 1995 und ihre als Hauptwerk eingestufte Schrift Mystik und Widerstand: du stilles Geschrei aus dem Jahre 1997 fanden große Beachtung. 1982 erhielt sie für ihre Gedichte den Droste-Preis der Stadt Meersburg. Religion verstand Sölle nicht als etwas Abstraktes, Jenseitiges, sondern als etwas Konkretes, Diesseitiges und nicht zuletzt auch Politisches.

## Lehre
1969 erklärte sie in einem Fernsehinterview mit Günter Gaus, dass sich ihre Theologie aus der Entmythologisierung des neutestamentarischen Glaubens durch Rudolf Bultmann und aus der marxistischen Religionskritik entwickelt habe. Sie bekannte sich nach Gaus zu einem „christlichen Atheismus“ und bestritt, dass Menschen in ihrer Zeit noch persönliche, direkte Gotteserlebnisse haben könnten.
Ihr Glaube war nach eigenen Aussagen geprägt von dem Bewusstsein, nach Auschwitz zu leben. In einem Vortrag vor dem Ökumenischen Rat der Kirchen in Vancouver machte sie 1983 folgende Äußerung:

„Ich spreche zu Ihnen als eine Frau, die aus einem der reichsten Länder der Welt kommt; einem Land mit einer blutigen, nach Gas stinkenden Geschichte… Reich ist die Welt, in der ich lebe, vor allem an Tod und besseren Möglichkeiten zu töten.“

In ihr werde Kindern nichts als Konsum-Sand geboten. In scharfem Kontrast bezeichnete sie westliche Länder als verödete Zentren der Kultur und die Dritte Welt als ein Dauer-Auschwitz.
Die Lehre von der Allmacht Gottes wurde so für sie zum Gegenstand kritischen Nachdenkens. Sie war der Meinung, dass Gottes Wirken in dieser Welt abhängig ist von unserem Handeln, Gott habe keine anderen Hände als unsere. Kern ihrer Gott-ist-tot-Theologie war der Abschied von einer „Papa-wird’s-schon-richten-Theologie“. Sölle vertrat eine politische Theologie, die sich durch eine radikale Diesseitigkeit und eine Entmythologisierung der Bibel auszeichnete. In ihrem Buch Gegenwind (erschienen 1995) schrieb sie:

„Theologisches Nachdenken ohne politische Konsequenzen kommt einer Heuchelei gleich. Jeder theologische Satz muss auch ein politischer sein.“

Weiterhin bestimmend war eine durch den Feminismus geprägte Mystik, die ohne die Vorstellung eines persönlichen Gottes auskam. Viele Ideen Sölles waren von der Befreiungstheologie Lateinamerikas geprägt sowie durch die Bücher Das Prinzip Hoffnung (1959) und Atheismus im Christentum (1968) des Philosophen Ernst Bloch.
Ihre Kernüberzeugungen brachte sie in ihrem Glaubensbekenntnis zum Ausdruck: „ich glaube an Gott, der die Welt nicht fertig geschaffen hat (...) ich glaube an Gott, der den Widerspruch des Lebendigen will und die Veränderung aller Zustände (...)“
Die Theologin Antje Vollmer bezeugt, die Natur und die Musik habe Sölle als die einzigen Gottesbeweise betrachtet. Von dieser Grundvorstellung habe sie gelebt.

## Kritische Würdigung

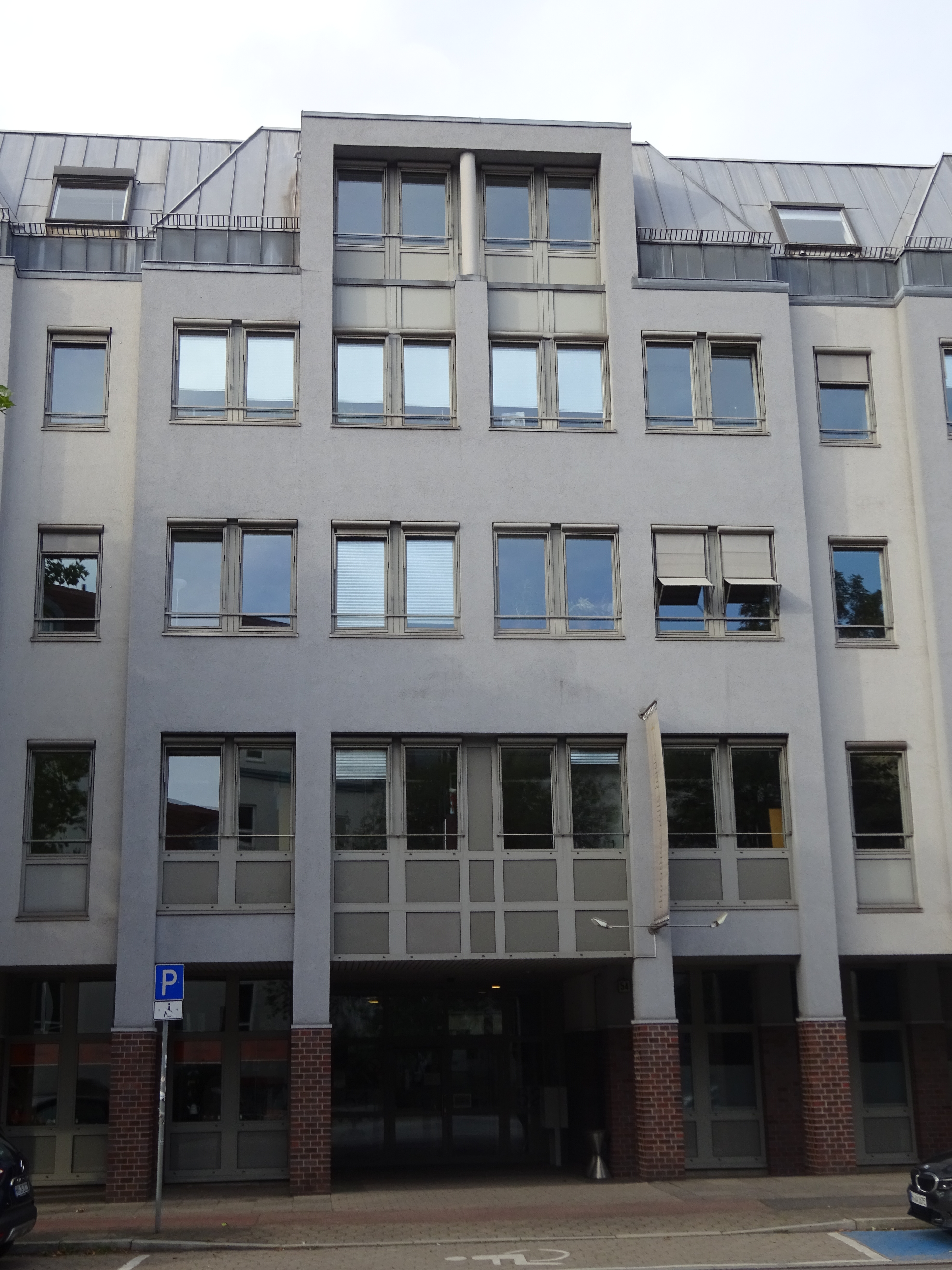
Dorothee-Sölle-Haus in Hamburg Altona

Bei der Trauerfeier in der Hamburger St.-Katharinen-Kirche würdigte ihre Freundin, die Lübecker Bischöfin Bärbel Wartenberg-Potter, Dorothee Sölles prophetische und poetische Stimme. Die biblische Verheißung eines neuen Himmels und einer neuen Erde sei eines ihrer Lebensthemen gewesen. Sie habe versucht, eine neue Sprache für das Sprechen mit Gott zu finden und alte Gottesbilder – zum Beispiel das eines Herrschers – zu demontieren. Dass sie an deutschen Universitäten nicht akzeptiert worden sei, bewertete Wartenberg-Potter als eine der bemerkenswertesten Torheiten der Kirchengeschichte der Nachkriegszeit.
Die Hannoversche Bischöfin Margot Käßmann hob in einem Interview zum Tod Dorothee Sölles die Bedeutung ihrer Provokationen für die Entwicklung der evangelischen Kirche hervor. Ihre Rede vom Tod Gottes habe Menschen zum eigenständigen Nachdenken über Gott angeregt. Eine Berufung auf das Richtige und Ausgewogenheit habe sie geärgert und dazu gebracht, auch ziemlich steile Thesen beispielsweise zur Frage Arm und Reich, die dritte Welt und „unsere reiche Kirche“, anzubringen, die unbequem sind in einer Kirche, aber „ich würde sagen, ihr gut tun“. In ihrem großen theologischen Werk habe sie zentral zur Verbreitung feministischer Theologie beigetragen und die Mystik neu geöffnet für viele Protestanten. Als das Schönste, was bleibt, hob Käßmann ihre Poesie hervor. Ihre liebevolle Seite sei in den Auseinandersetzungen viel zu wenig wahrgenommen worden.
2011 vergab das ökumenische Netzwerk Initiative Kirche von unten erstmals den Dorothee Sölle-Preis für aufrechten Gang. Erste Preisträgerin war die Flüchtlingsbeauftragte der Nordelbischen lutherischen Kirche Fanny Dethloff. 2013 wurde der Preis auf dem 34. Deutschen Evangelischen Kirchentag in Hamburg zum zweiten Mal vergeben. Ausgezeichnet wurde Jutta Lehnert, Pastoralreferentin im Bistum Trier, für ihr jugendpolitisches Engagement und ihren Einsatz gegen sexualisierte Gewalt in der Kirche. 2015 erhielt Boniface Mabanza Bambu von der Kirchlichen Arbeitsstelle Südliches Afrika (KASA) die Auszeichnung im Rahmen des „Zentrums Frieden“ anlässlich des Evangelischen Kirchentags in Stuttgart.
Nach ihr ist das Dorothee-Sölle-Haus in Hamburg benannt, das die kirchlichen Dienste und Werke beherbergt, u. a. auch die Nordelbische Kirchenbibliothek. In Köln wurde nach Entscheidung der Bezirksvertretung Innenstadt am 4. Juni 2016 der Platz zwischen Herwarth- und Werderstraße vor der Christuskirche am Stadtgarten nach ihr benannt.

## Auszeichnungen
- 1974: Theodor-Heuss-Medaille
- 1982: Droste-Preis der Stadt Meersburg für Lyrik mit Maria Menz
- 1996: Salzburger Landespreis für Zukunftsforschung

## Werke
- Stellvertretung. Ein Kapitel Theologie nach dem „Tode Gottes“. Kreuz, Stuttgart 1965; erweiterte Neuauflage, Stuttgart 1982.
- Die Wahrheit ist konkret. Walter, Olten / Freiburg 1967.
- Atheistisch an Gott glauben. Beiträge zur Theologie. Walter, Olten / Freiburg 1968.
- Phantasie und Gehorsam. Überlegungen zu einer künftigen christlichen Ethik. Kreuz, Stuttgart 1968, ISBN 3-7831-0216-2.
- Meditationen & Gebrauchstexte. Gedichte. Berlin 1969, ISBN 3-87352-016-8.
- Politisches Nachtgebet in Köln 1. Herausgegeben von Dorothee Sölle und Fulbert Steffensky. Stuttgart / Berlin / Mainz 1969.
- Politisches Nachtgebet in Köln 2. Herausgegeben von Dorothee Sölle und Fulbert Steffensky. Stuttgart / Berlin / Mainz o. J.
- Das Recht ein anderer zu werden. Luchterhand, Neuwied 1971, ISBN 3-7831-0632-X.
- Politische Theologie. Auseinandersetzung mit Rudolf Bultmann. Kreuz, Stuttgart 1971; erweiterte Neuausgabe Stuttgart 1982.
- Leiden. Kreuz, Stuttgart/Berlin 1973, ISBN 3-7831-0416-5.
- Die revolutionäre Geduld. Gedichte (= schritte. 26). Wolfgang Fietkau Verlag, Berlin 1974, ISBN 3-87352-026-5.
- Die Hinreise. Zur religiösen Erfahrung. Texte und Überlegungen. Kreuz, Stuttgart 1975, ISBN 3-7831-0467-X.
- Sympathie. Theologisch-politische Traktate. Kreuz, Stuttgart 1978, ISBN 3-7831-0561-7.
- Fliegen lernen. Gedichte. Wolfgang Fietkau Verlag, Berlin 1979, ISBN 3-87352-501-1.
- Wählt das Leben. Kreuz, Stuttgart 1980, ISBN 3-7831-0595-1.
- Spiel doch von Brot und Rosen. Gedichte. Wolfgang Fietkau Verlag, Berlin 1981, ISBN 3-87352-502-X.
- Aufrüstung tötet auch ohne Krieg. Kreuz, Stuttgart 1982, ISBN 3-7831-0669-9.
- Gott im Müll. Eine andere Entdeckung Lateinamerikas, dtv / Klett-Cotta, München, ISBN 3-423-11528-9.
- Verrückt nach Licht. Gedichte. Wolfgang Fietkau Verlag, Berlin 1984, ISBN 3-87352-503-8.
- Lieben und arbeiten. Eine Theologie der Schöpfung. Kreuz, Stuttgart 1985, ISBN 3-7831-0791-1.
- „Ein Volk ohne Vision geht zugrunde.“ (Salomos 29,18.) Anmerkungen zur deutschen Gegenwart und zur nationalen Identität. Hammer, Wuppertal 1986, ISBN 3-87294-305-7.
- Das Fenster der Verwundbarkeit. Theologisch-politische Texte. Kreuz, Stuttgart 1987, ISBN 3-7831-0843-8.
- Und ist noch nicht erschienen, was wir sein werden. Stationen feministischer Theologie. DTV, München 1987, ISBN 3-423-10835-5.
- Zivil und ungehorsam. Gedichte. Wolfgang Fietkau Verlag, Berlin 1990, ISBN 3-87352-504-6.
- Gott denken. Einführung in die Theologie. Kreuz, Stuttgart 1990, ISBN 3-7831-1013-0.
- Es muss doch mehr als alles geben. Nachdenken über Gott. Hoffmann und Campe, Hamburg 1992, ISBN 3-455-08459-1.
- Mutanfälle. Texte zum Umdenken. Hoffmann und Campe, Hamburg 1993, ISBN 3-455-08531-8.
- Träume mich Gott. Geistliche Texte mit lästigen politischen Fragen. Hammer, Wuppertal 1994, ISBN 3-87294-622-6.
- Gegenwind. Erinnerungen. Hoffmann und Campe, Hamburg 1995, ISBN 3-455-08584-9.
- Gewalt – Ich soll mich nicht gewöhnen, 2. Aufl., Patmos Verlag, Düsseldorf 1995, ISBN 3-491-72279-9.
- Das Eis der Seele spalten. Theologie und Literatur in sprachloser Zeit. Matthias-Grünewald-Verlag, Mainz 1996, ISBN 3-7867-1950-0.
- Mystik und Widerstand - „Du stilles Geschrei“. Hoffmann und Campe, Hamburg 1997, ISBN 3-455-08583-0.
- Loben ohne Lügen. Gedichte. Wolfgang Fietkau Verlag, Berlin 2000, ISBN 3-87352-505-4.
- Maria. Eine Begegnung mit der Muttergottes. Herder, Freiburg im Breisgau 2005, ISBN 3-451-28843-5.

## Musikalische Rezeption
- Sergio Pinto
  - Credo für die Erde. Text: Dorothee Sölle. In: entwurf. 1/2008, Friedrich Verlag.
  - Ich bin dein Baum. Text: Dorothee Sölle. In: entwurf. 1/2008, Friedrich Verlag.

Die Einspielung auf CD erfolgte durch die Gruppe Grupo Sal.
- Ludger Stühlmeyer
  - Atem Gottes hauch mich an. Text: Dorothee Sölle. Für Gesang-Solo und Klavier/Orgel. Auftragswerk des Freundeskreises der Evangelischen Akademie Tutzing. UA: April 2013 im Rahmen einer Lesung mit Ursula Baltz-Otto zum 10. Todestag von Dorothee Sölle.
  - Kreuzigen. Text: Dorothee Sölle. Für Gesang-Solo und Orgel. UA: März 2017.

## Filmdokumentation
- Rüdiger Sünner: Mystik und Widerstand – Zur Erinnerung an Dorothee Sölle. Mit Fulbert Steffensky, Margot Käßmann, Antje Vollmer, Bärbel Wartenberg-Potter u. a. Atalante Film 2013, Absolut Medien ISBN 978-3-8488-4006-9.